# Montañas Shan
Las montañas Shan (en birmano: ရှမ်းရိုးမ Shan yoma · en tailandés: ฉานโยมา, también conocidas como Shan Highland) es una vasta zona montañosa que se extiende desde la provincia de Yunnan, en China hasta Birmania y Tailandia. Está formada por numerosas sierras separadas por estrechos valles y cuencas que se alinean de alguna manera con el piedemonte del Himalaya al noroeste.

## Etimología
Su nombre deriva del estado Shan y su pueblo, la etnia shan, que ocupa la mayor parte del área, y que a su vez deriva de la palabra Siam.
Relativamente inexplorada hasta tiempos recientes, la región montañosa Shan era mencionada como la meseta de Shan (Shan Plateau), en los trabajos geográficos del Imperio británico, nombre que todavía se usa. Sin embargo, desde que se sabe que el lugar carece de terrenos lo bastante amplios y llanos para llamarse meseta, el nombre se ha vuelto incongruente. Los británicos les llaman colinas (hills) por el aspecto ondulado de algunas áreas.

## Geología
Las montañas Shan y sus sierras meridionales están formadas por capas aluviales sobreimpuestas a suelos graníticos y metamórficos, pero las serranías kársticas son frecuentes y grandes tramos son de caliza. En ellas se encuentran plata y rubíes.
La meseta de San se formó en el Mesozoico, hace entre 248 y 65 millones de años, y son mucho más viejas que las montañas occidentales de Arakan. Pero movimientos tectónicos recientes han plegado las montañas dando lugar a sistemas norte-sur que se elevan de 1.800 m a 2.600 m sobre la superficie de la meseta. Por el norte, se fusiona con las montañas norteñas de Hengduan, y por el sur continúa en las montañas Dawna y los montes Tenasserim, cordillera que se extiende más de 1.600 km hasta la península de Malaca.

## Geografía

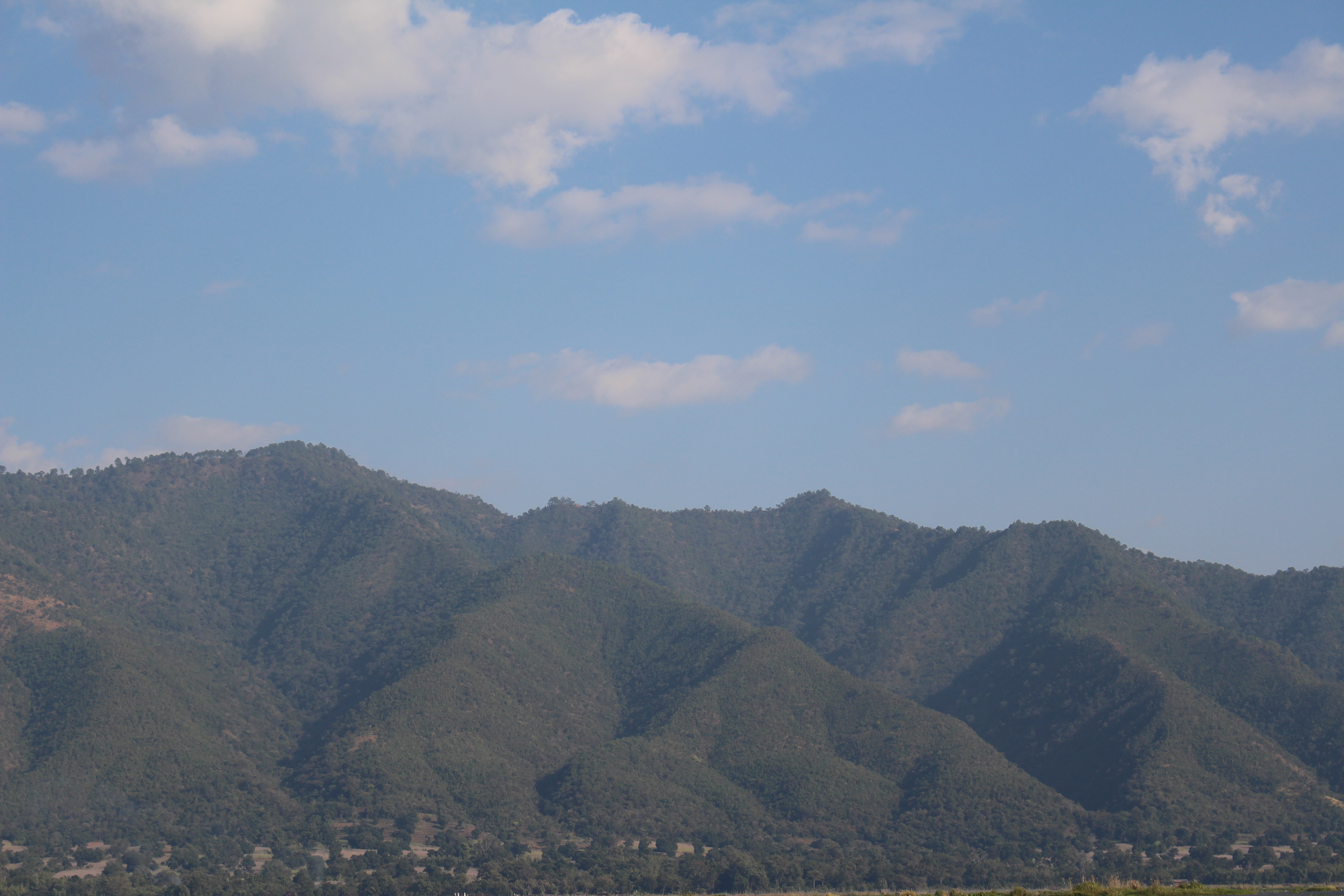
Las montañas Shan vistas desde el lago Inle

El área de las montañas Shan es una combinación de sierras onduladas, profundos valles y algunas llanuras altas que contribuyen al nombre de meseta Shan. La zona es la fuente primaria de los zafiros, rubíes y otras gemas de Birmania, por las que el país es conocido. También son ricas en plomo, plata y zinc. La altura media de la región es de 1.000 m y la población es dispersa y escasa.
Las montañas Shan se asientan sobre la zona central oriental de Birmania y el noroeste de Tailandia. Se eleva vertiginosamente (unos 600 m) sobre la llanura central de Birmania y se extiende a lo largo de cientos de kilómetros hacia el este hasta el noroeste de Tailandia. Los estrechos valles que las cortan forman parte del drenaje de los ríos Chao Phraya, Irawadi, Sittang y Salween, que cruzan las montañas de norte a sur.

### Cumbres
El punto más alto es Loi Leng a 2.651 m. Otros picos son el Mong Lian Shan de 2.565 m, el Doi Inthanon, de 2.565 m y el Loi Pangnao de 2.563 m.

### Subsistemas
- Montes Daen Lao o Loi La. Situados al sur y sudeste de las montañas Shan. Separan la cuenca del río Salween de la del río Mekong. La serranía empieza en el distrito de Chiang Saen, al este, y una de sus cimas es Doi Chiang Dao, con 2.175 m, en el lado tailandés. Estos montes incluyen Doi Nang Non, la Montaña de la Dama Dormida, una formación kárstica de Tailandia con numerosas cuevas y cascadas.

- Montañas Karen, uno de los principales macizos montañosos del sudeste de Birmania, más allá del río Salween y fronterizo con Tailandia. Su nombre procede del pueblo karen. Geográficamente, es una proyección de las montañas Shan y también se denominan montañas Kayah-Karen.

- Montañas Thanon Thong Chai (เทือกเขาถนนธงชัย), al norte de Tailandia, es la prolongación más meridional de las montañas Shan. Más allá de la sierra de Daen Lao se extienden una serie de sierras de forma paralela a las montañas Shan que alcanzan los 2.500 m de altura, entre ellas los montes Inthanon (ทิวเขาอินทนนท์), con el Doi Inthanon, la cima más alta de Tailandia, de 2.565 m, en la provincia de Chiang Mai. La sierra de Dawna, con una longitud de 350 km y cumbre en el Mela Taung, de 2.080 m, enlaza con el borde septentrional de los montes Tenasserim, que se extienden a lo largo de la península de Malaca, al sur. Otras cimas destacables de las montañas Thanon Thong Chai son el Doi Mae Ya,[10] de 2.005 m, y los picos gemelos de Doi Pui (1.685 m) y Doi Suthep (1,676 m). Algunos geógrafos incluyen Thanon Thong Chai en los montes Daen Lao.

## Historia

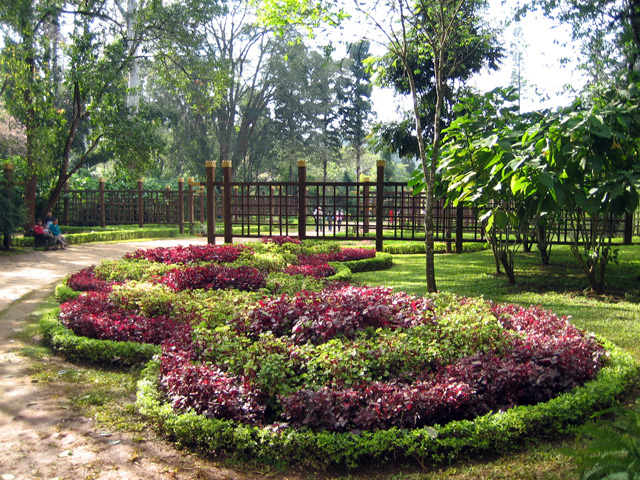
Jardín Botánico Nacional de Kandawgyi.

En tiempos coloniales británicos, los ingleses construyeron su principal base montañosa en Birmania, Pyin U Lwin, conocida como Maymyo, en la zona occidental de las montañas Shan, a unos 1.000 m de altitud y a una media hora en coche desde Mandalay. Era uno de los refugios de los oficiales coloniales para escapar del calor del verano birmano. En Pyin U Lwin se construyó el Jardín Botánico Nacional de Kandawgyi y persisten diversos edificios de estilo colonial. En la actualidad, el lago Inle, sitio Ramsar para la protección de las aves, es una de las atracciones turísticas de las montañas Shan. Junto al lago se encuentra el Santuario de aves de Taunggyi, cuya finalidad es la conservación de las aves en el ecosistema del bosque seco.
Debido a la insurgencia y la actividad de las fuerzas armadas de Birmania, el Tatmadaw, muchos habitantes de las montañas Shan en la zona fronteriza viven en campos de refugiados.
El 24 de marzo de 2011, un terremoto de magnitud 6,8 en Tachileik, en el área de los Montes Daen Lao provocó 70 muertos y más de 100 heridos. Fueron dañados 390 edificios, 14 monasterios budistas y nueve edificios gubernamentales.
La zona es importante también por la abundante producción de patatas.